# Caudron G.III
Caudron G.III – francuski samolot szkolny zaprojektowany w 1913 roku w firmie Société des Avions Caudron w Moulinneaux.

## Historia

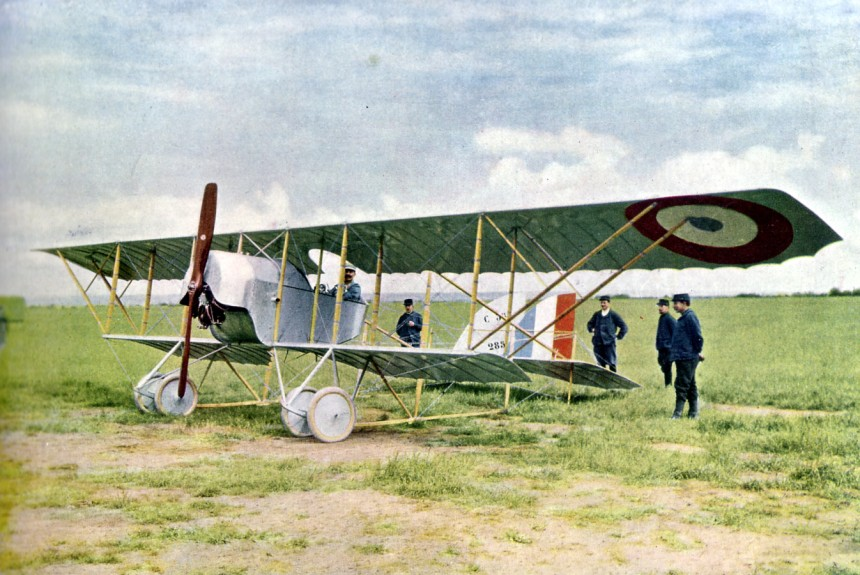
Caudron G.III armii francuskiej

Samolot Caudron G.III został zaprojektowany w rodzinnej wytwórni lotniczej braci Gastona i René Caudron – Société des Avions Caudron w Moulinneaux we Francji w 1913 roku. 
Była to bardzo nietypowa konstrukcja, półtorapłat napędzany 7-cylindrowym silnikiem rotacyjnym Le Rhône o mocy 80 KM obracającym się z dwułopatowym drewnianym  śmigłem na wale korbowym zamocowanym w gondoli. Gondola w kształcie łódki miała dwa fotele i wyposażona była w podwójne stery. Uczeń lub pilot siedział z tyłu, a z przodu tuż za zbiornikiem paliwa znajdowało się miejsce instruktora lub obserwatora względnie pasażera. Płaty były dwudźwigarowe, o cienkich żeberkach przechodzących za tylnym dźwigarem w bambusowe płaskie i elastyczne listewki, które pełniły wolę lotek. Lotki umieszczone były tylko na górnym płacie. Statecznik poziomy przytwierdzony był do czterech podłużnych listew, z których dwie były przedłużeniem płóz przeciwkapotażowych, a dwie pozostałe zamocowano do górnego płata. Sztywność konstrukcji zapewniały odciągi z drutu stalowego. Do statecznika poziomego przymocowano dwa stateczniki pionowe ze sterami kierunku. Podwozie w kształcie płóz miało cztery kółka, po dwa z każdej strony, osadzone na dwóch krótkich osiach resorowanych sznurem gumowym. Pierwsze samoloty zbudowano na początku 1914 roku.
Początkowo samoloty te przeznaczone były do szkolenia, lecz po wybuchu I wojny światowej zaczęto produkować je dla potrzeb lotnictwa francuskiego. Gdzie stosowano je jako samoloty obserwacji pola walki, bombardowania i do współpracy z artylerią. Samoloty wersji rozpoznawczej oznaczone Caudron G.III A2 były uzbrojone w 1 karabin maszynowy obsługiwany przez obserwatora. Dzięki lekkiej konstrukcji i łatwości lądowania w przygodnym terenie, używano ich również do wysadzania agentów poza linie frontu na terytorium przeciwnika. Lotnictwo francuskie używało ich przede wszystkim na froncie zachodnim i Bałkanach. 
Samolotów tych używało również lotnictwo brytyjskie, samoloty te były produkowane w Wielkiej Brytanii na licencji i posiadały inny silnik – 10-cylindrowy gwiazdowy Anzani o mocy 100 KM (74 kW).
Samolotów Caudron G.III używano także do szkolenia pilotów w lotnictwie Francji, Wielkiej Brytanii, Rosji, Belgii, Portugalii, Włoch i USA.
Łącznie zbudowano ponad 2800 maszyn Caudron G.III w wytwórni we Francji, oraz na licencji w Wielkiej Brytanii, Włoszech i Portugalii.

## Użycie w lotnictwie polskim

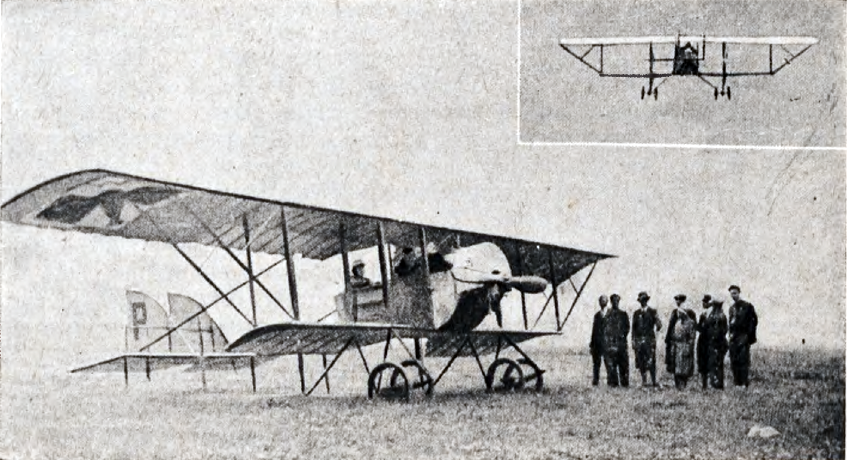
Caudron G.III polskiego lotnictwa

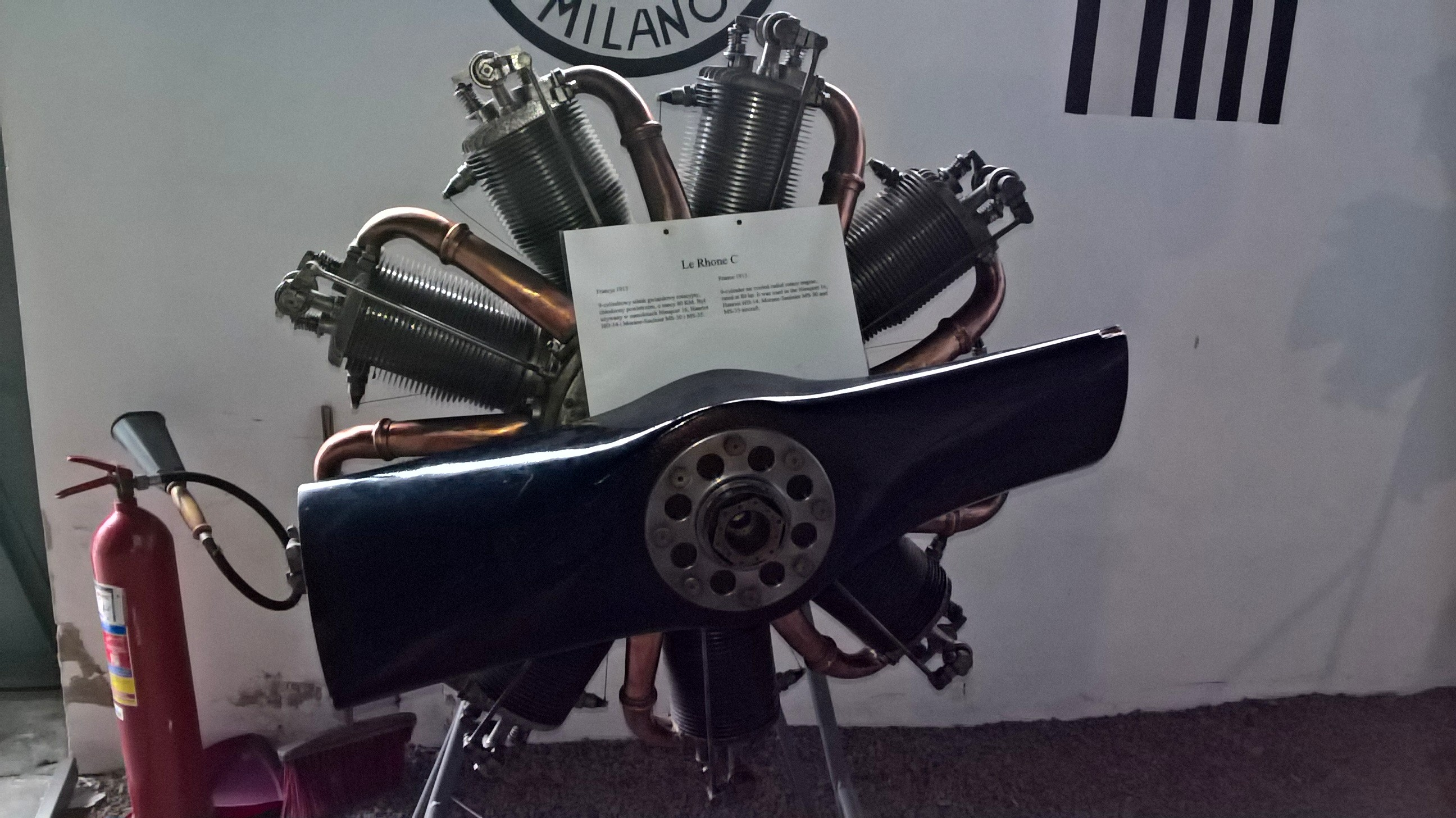
Silnik Le Rhône 9C eksponowany w MLP w Krakowie.

Po zakończeniu I wojny światowej samoloty Caudron G.III przybyły w maju 1919 roku w ramach Francuskiej Szkoły Pilotów w ilości 20. Samoloty bazowały na lotnisku mokotowskim w Warszawie. Pod koniec 1920 roku zakupiono jeszcze we Francji 20 samolotów tego typu i przydzielono je do wojskowych szkół lotniczych, gdzie służyły do szkolenia wstępnego pilotów do 1926 roku. W 1928 roku samoloty Caudron G.III z wojska przekazane zostały do aeroklubów, gdzie używane były jeszcze do 1934 roku.
Na tych samolotach wyszkoliło się wielu polskich pilotów m.in. Franciszek Żwirko w 1923 roku przeszedł na nim wstępne szkolenie, a następnie w latach 1924–1925 latał na nim jako instruktor w Bydgoszczy oraz w 1929 roku w Akademickim Aeroklubie Warszawskim.